# NGC 1575
NGC 1575 = NGC 1577 è una lontana galassia a spirale barrata situata nella costellazione dell'Eridano, a una distanza di circa 448 milioni di anni luce dalla nostra Via Lattea.

## Scoperta
La galassia è stata scoperta il 10 novembre 1885 dall'astronomo statunitense Lewis Swift, che la descrisse riportando però un errore nelle  coordinate. L'anno successivo la galassia venne osservata dall'astronomo Frank Muller che la descrisse in un articolo pubblicato il 12 ottobre 1886; anche in questa descrizione compariva un errore nelle coordinate, per cui i due oggetti vennero inizialmente considerati due galassie distinte e inseriti nel New General Catalogue con la designazione NGC 1575 per la descrizione di Muller e NGC 1577 per l'originaria osservazione di Swift. Solo in seguito si è appurato che si trattava dello stesso oggetto celeste.

## Descrizione
NGC 1575 ha una classe di luminosità I-II e presenta una larga riga a 21 cm dell'idrogeno neutro.